# Greg Pitt
Greg Pitt (Wolverhampton, 15 de julio de 1989) es un deportista británico que compite en piragüismo en la modalidad de eslalon. Ganó dos medallas de bronce en el Campeonato Mundial de Piragüismo en Eslalon, en los años 2013 y 2015, y una medalla de oro en el Campeonato Europeo de Piragüismo en Eslalon de 2012.

## Palmarés internacional
| Campeonato Mundial | Campeonato Mundial      | Campeonato Mundial | Campeonato Mundial |
| Año                | Lugar                   | Medalla            | Competición        |
| ------------------ | ----------------------- | ------------------ | ------------------ |
| 2013               | Praga (República Checa) | Medalla de bronce  | C2 por equipos     |
| 2015               | Londres (Reino Unido)   | Medalla de bronce  | C2 por equipos     |
| Campeonato Europeo |                         |                    |                    |
| Año                | Lugar                   | Medalla            | Competición        |
| 2012               | Augsburgo (Alemania)    | Medalla de oro     | C2 por equipos     |